# 阿夫拉姆河
阿夫拉姆河（英語：Afram River）是西非國家加納的河流，河道全長約100公里，發源自阿散蒂大區庫馬西以北海拔高度300米的夸胡高原，最終注入沃爾特水庫。